# 塔落岩黄耆
塔落岩黄耆（学名：Hedysarum fruticosum var. laeve）为豆科岩黄耆属下的一个变种。

## 扩展阅读
- 維基物種上的相關：塔落岩黄耆